# Willem Buytewech
Willem Buytewech, de nombre completo Willem Pietersz. Buytewech (Róterdam, 1591 o 1592-id., 23 de septiembre de 1624), fue un pintor, dibujante y grabador holandés del siglo de oro neerlandés.
A menudo se le ve como el «inventor» de un cierto tipo de pintura de género que representa las diversiones de personajes de la aristocracia. También fue uno de los primeros en experimentar con el aguafuerte.

## Biografía
Willem Pietersz. Buytewech nació en Róterdam en 1591 o 1592. Su padre, Pieter Jacobsz., era zapatero y fabricante de velas. Willem realizó su aprendizaje en Haarlem, donde se inscribió en el Gremio de San Lucas en 1612, al mismo tiempo que Hercules Seghers y Esaias van de Velde, a los que se sumó dos años más tarde Frans Hals. Las obras de este último parecen haberle influido mucho; prueba de ello es que Buytewech realizó muchos dibujos siguiendo los de Hals.
El 10 de noviembre de 1613 se casó con Aeltje Jacobs van Amerongen, de una familia patricia. Algún tiempo después regresó a Róterdam, pero continuó manteniendo vínculos con la ciudad de Haarlem.
Willem Buytewech murió a los 33 años, el 23 de septiembre de 1624, apenas una semana después de haber redactado su testamento. Está enterrado cerca de su padre en la iglesia Grande de San Lorenzo de Róterdam.
En Róterdam sus alumnos fueron Hendrick Martensz Sorgh y también, al parecer, Herman van Swanevelt. Su hijo, Willem Willemsz. Buytewech (1624/25-1670), nacido después de la muerte de su padre, se convertirá a su vez en pintor.

## Obra artística
Willem Buytewech se desempeñó principalmente como ilustrador. Produjo sobre todo escenas de género y paisajes. Es uno de los primeros, junto con Esaias van de Velde el Viejo y Jan van de Velde el Joven, en experimentar con la técnica del aguafuerte, buscando encontrar nuevos tonos y crear una atmósfera para sus grabados de paisajes. Para ello rompen con las largas líneas de contorno, para dibujarlas con pequeños trazos y con puntos.
También nos han llegado sus representaciones bíblicas y alegóricas. Sus obras más conocidas, fechadas, fueron ejecutadas durante el período de 1606 a 1621.
Hasta nuestros días han llegado solamente 6 pinturas reconocidas como obras de Buytewech, todas ellas de género:
- Alegre compañía (o Escena en una posada), hacia 1615-1620, óleo sobre tabla, 52 × 62 cm, Museo Bredius, La Haya
- Parejas elegantes en una terraza (o Parejas elegantes cortejando ), hacia 1616-1620, óleo sobre lienzo, 56 × 70 cm, Rijksmuseum, Ámsterdam
- Alegre compañía, hacia 1620, óleo sobre lienzo, 49 × 68 cm, Museo Boijmans Van Beuningen, Róterdam

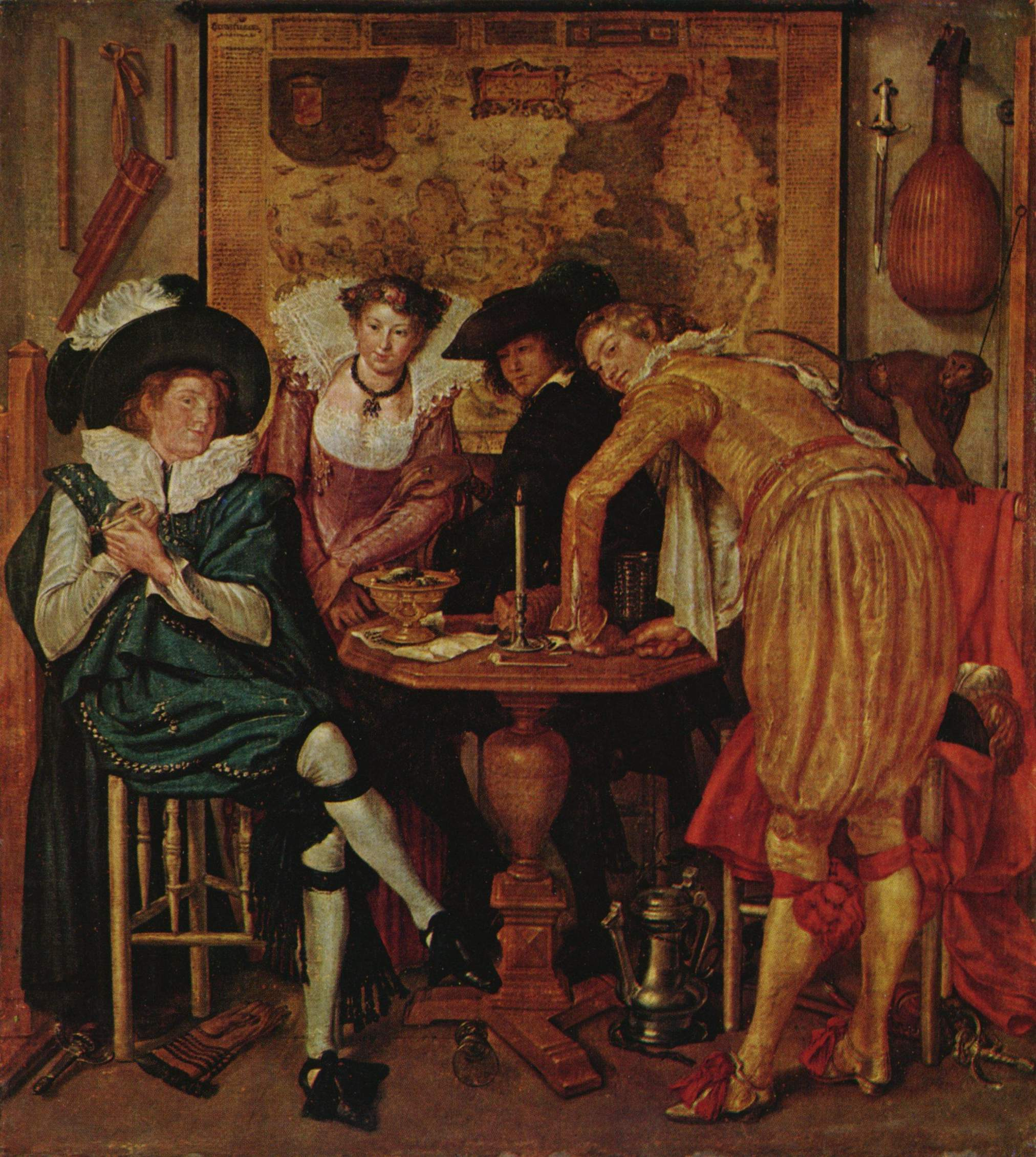
Alegre compañía , hacia 1620-1622, óleo sobre lienzo, 72 × 65 cm, Museo de Bellas Artes de Budapest
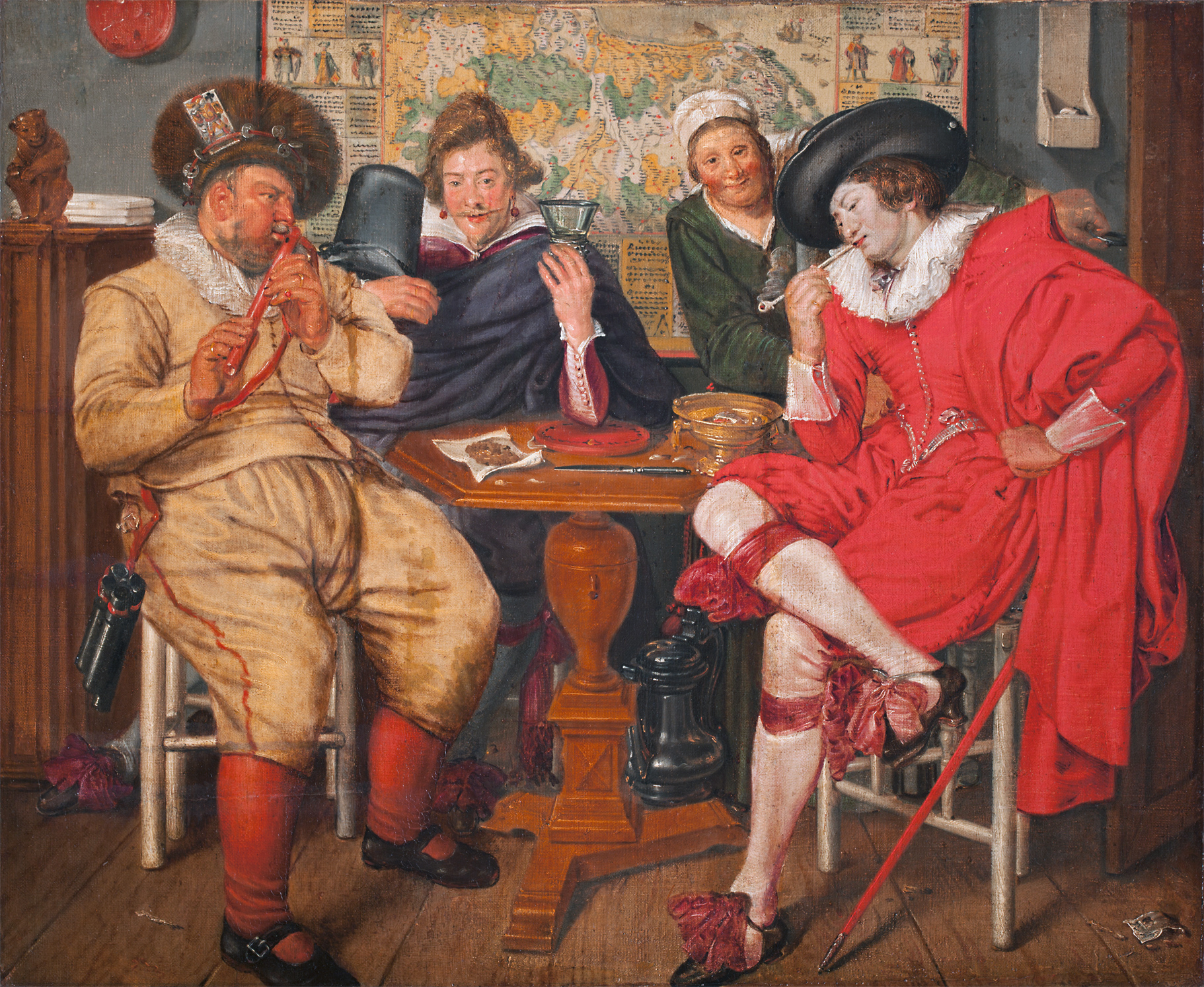
Alegre compañía en una terraza o Banquete en una terraza, hacia 1616-1617, óleo sobre lienzo, 71 × 94 cm, Mauritshuis, La Haya
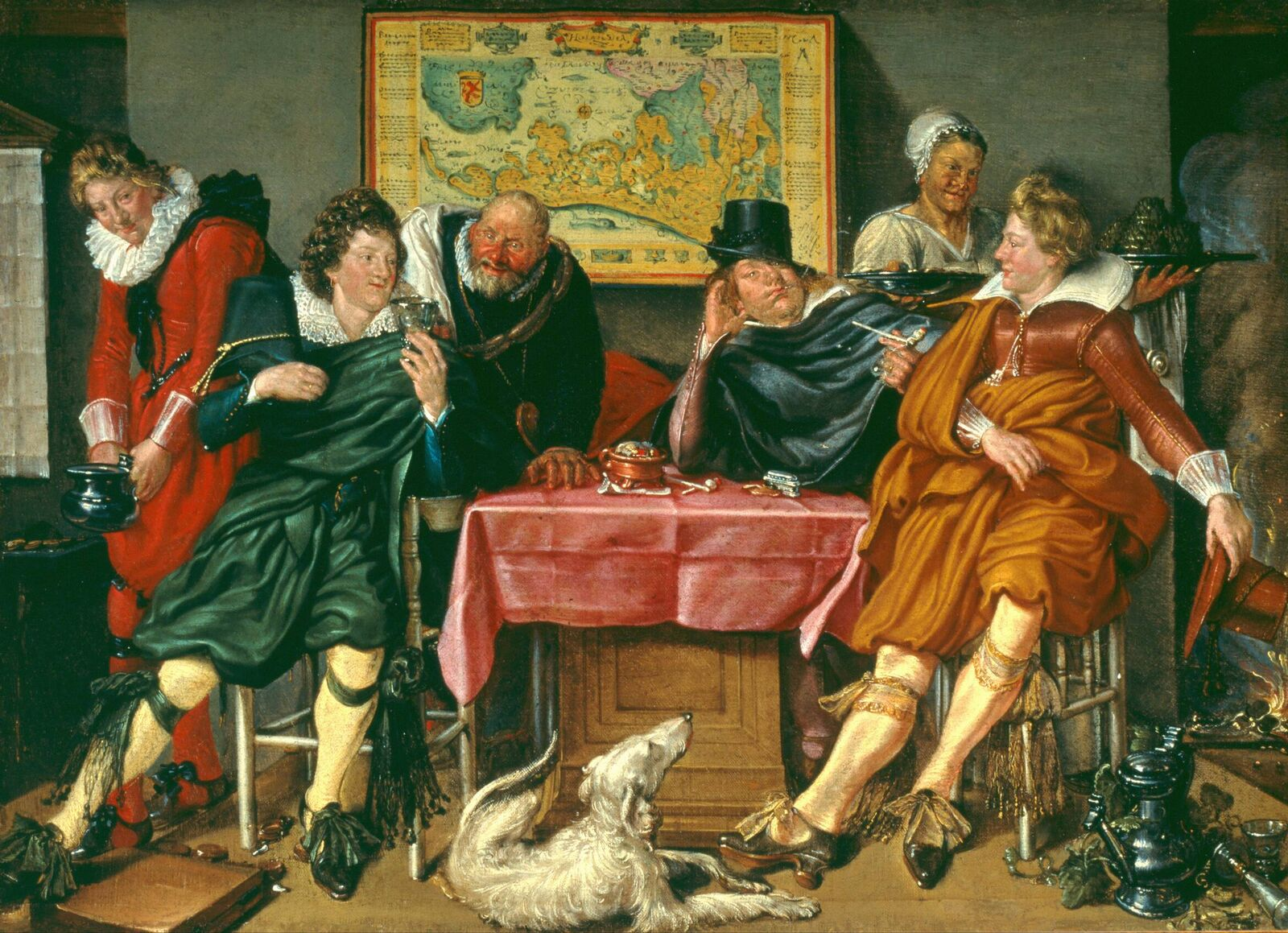
Alegre compañía, hacia 1620 Museo Boijmans van Beuningen, Róterdam
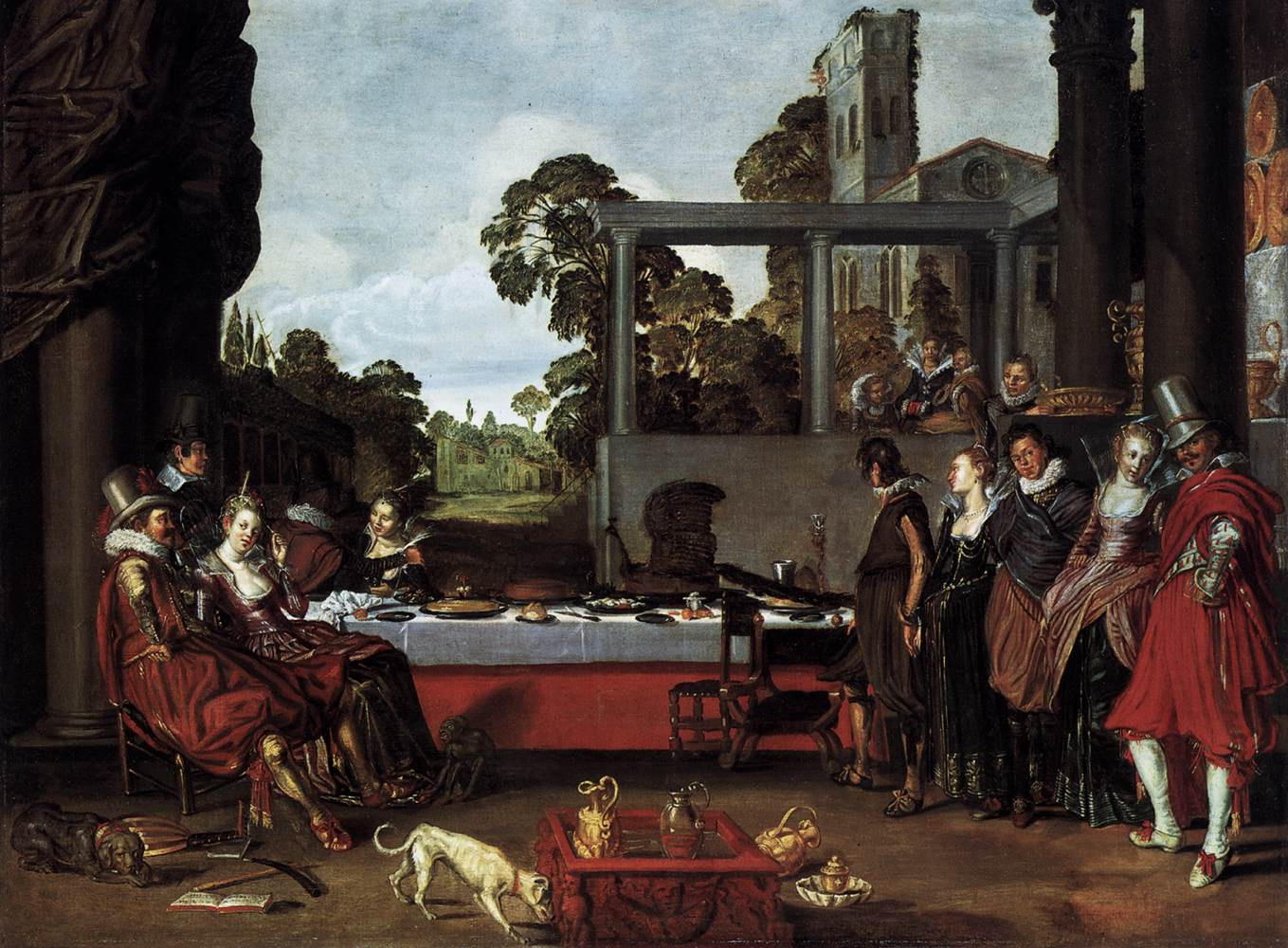
Alegre compañía en una terraza, hacia 1616-1617 Mauritshuis, La Haya
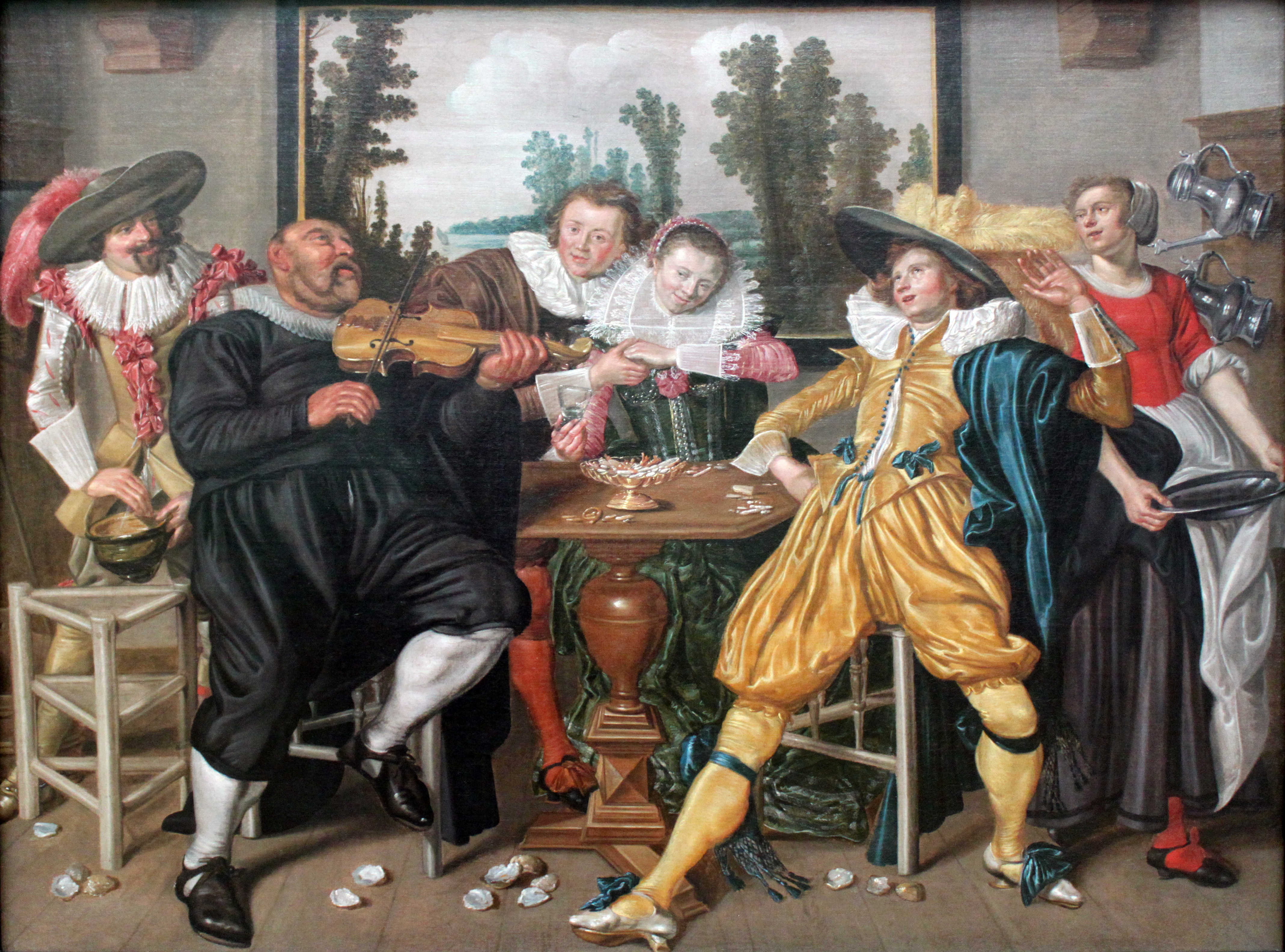
Alegre compañía, hacia 1622-1624, óleo sobre lienzo, 65 × 81 cm, Gemäldegalerie, Berlín
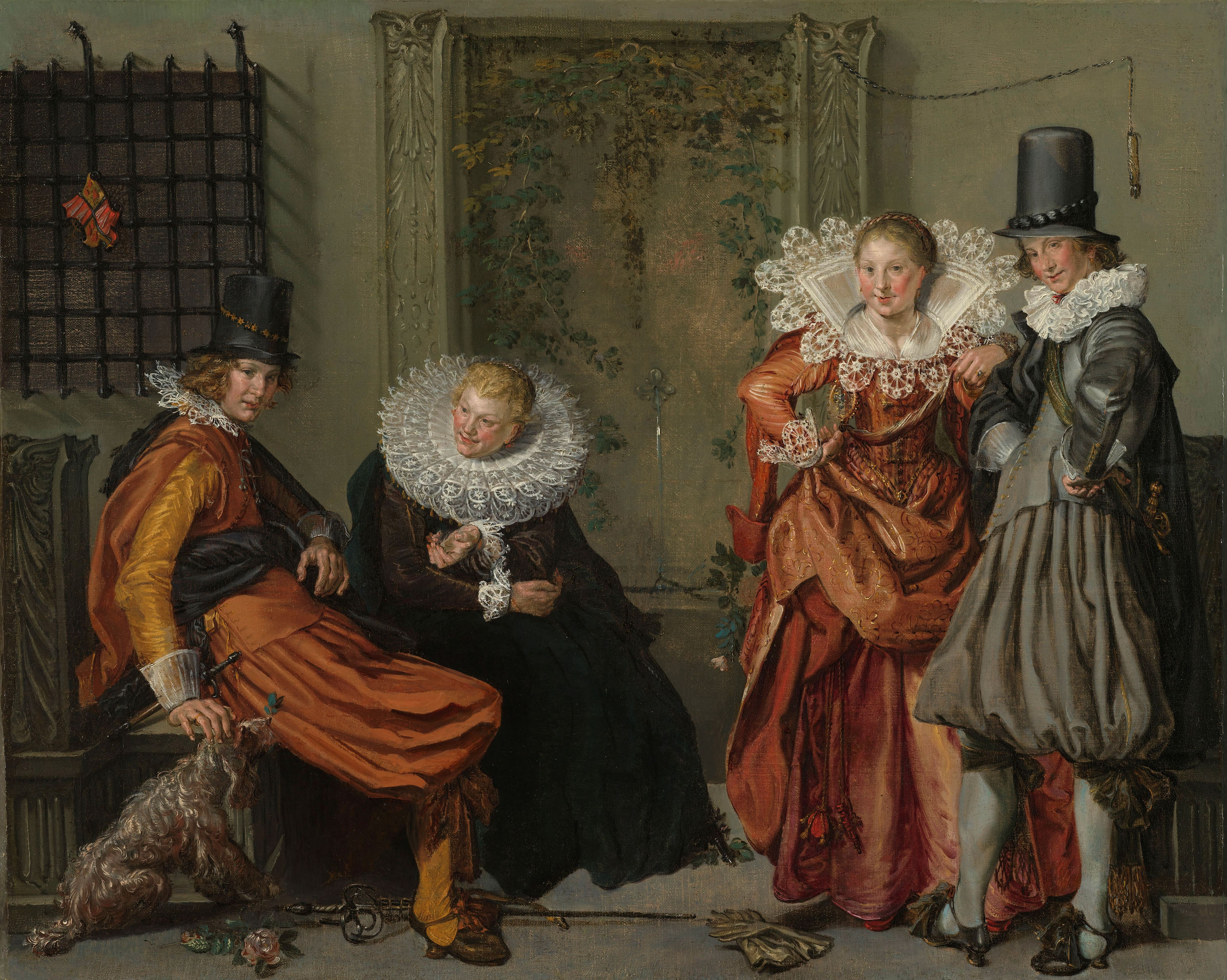
Parejas elegantes en una terraza (o Parejas elegantes cortejando), entre 1616-1620 Rijksmuseum, Ámsterdam

Sus dibujos y grabados conservados son más numerosos: alrededor de 125 dibujos y 32 aguafuertes Algunos de sus dibujos se conservan en el Museo Británico de Londres, en el Museo de Arte Fogg de Cambridge o en la Fundación Custodia de París.

## Galería
- Alegre compañía,[2] hacia 1620-1622
 Museo de Bellas Artes de Budapest
- Alegre compañía (o Escena en una posada),[3] 1615-1620
 Museo Bredius, La Haya
- Alegre compañía,[4] hacia 1620
 Museo Boijmans van Beuningen, Róterdam
- Alegre compañía en una terraza,[5] hacia 1616-1617
 Mauritshuis, La Haya
- Alegre compañía,[6] hacia 1622-1624
 Gemäldegalerie, Berlín
- Parejas elegantes en una terraza (o Parejas elegantes cortejando),[7] entre 1616-1620
 Rijksmuseum, Ámsterdam